# BürgerGIS
Ein BürgerGIS ist die Bezeichnung für ein Geographisches Informationssystem, das von kommunaler Seite über das Internet für die Bürger bereitgestellt wird.

## Konzept
Inhalt eines BürgerGIS sind Abbildungen digitaler Karten, wie sie im Original in der jeweiligen Kommunalverwaltung erstellt, gepflegt und genutzt werden. Ziel ist es, die kartographischen Grundlagen kommunaler Entscheidungsprozesse für die Bürger transparent zu machen. Die Grenze zu Stadtplänen ist grundsätzlich fließend – inhaltlich setzt sich ein BürgerGIS vor allem durch die Bereitstellung von Flurkarten bzw. Katasterkarten und meist auch durch Orthofotos (Luftbilder) ab. Darüber hinaus zeichnen sich BürgerGIS durch die Bereitstellung hochspezialisierter Kartenebenen aus, so z. B. Bebauungsplankataster, Karten aus lokalen Kartierungen (z. B. Biotopkartierung) oder aus dem Katastrophenschutz (z. B. lokale / regionale Hochwassergefährdung).

## Anwendung
Funktional unterscheidet sich ein BürgerGIS durch die intensive Nutzung externer Kartenebenen (WebMapServices) und die damit verbundene Vernetzung vor allem behördlicher Kartenserver im Rahmen der Geodateninfrastruktur (GDI).
Bekannte Beispiele sind:
- BürgerGIS des Kreises Offenbach, seit 2002[1]
- BürgerGIS des Kreises Bergstraße, seit 2008[2]
- BürgerGIS des Landkreises Schwäbisch Hall, seit 2013[3]